# Rue de l'Escaut
La rue de l'Escaut est une voie du 19e arrondissement de Paris, en France.

## Situation et accès
La rue de l'Escaut est une voie publique située dans le 19e arrondissement de Paris. Elle débute au 229, rue de Crimée et se termine au 60, rue Curial.

## Origine du nom
Elle porte le nom de l'Escaut, fleuve du nord de la France et de Belgique. 

## Historique
Cette rue, qui a porté successivement les noms de « cité des Entrepreneurs », « passage des Entrepreneurs », « passage de Valenciennes », « passage de l'Entreprise » et « petite rue Curial » et « passage Curial », prend sa dénomination actuelle par un arrêté du 1er février 1877.
Le 11 mars 1918, durant la première Guerre mondiale, le no 13 rue de l'Escaut est touché lors d'un raid effectué par des avions allemands.